# Făget
Făget (hongrois : Facsád; allemand : Fatschet) est une ville roumaine du județ de Timiș qui compte 6 761 habitants.